# Стадион Тисалигет
Стадион Тисалигет (мађ. Tiszaligeti Stadion) је фудбалски стадион у Солноку, у делу града који се зове Тисалигет, на левој обали Тисе. Тренутно МАВ ФЦ Солнок своје домаће утакмице игра на свом терену. Стадион је предат на употребу 1974. године. Уводни меч одиграла је репрезентација Мађарске. На сусрету одржаном 4. децембра 1974. репрезентација Мађарске је победила Швајцарску са 1 : 0.Потпуно обновљен стадион је предат граду Солноку  2016. године.

## Реконструкција
Радови на реконструкцији стадиона почели су у лето 2012. године. У првој фази комплетно је замењена централна стаза, при чему је стаза загрејана. Истовремено, завршено је и електрично осветљење за пролеће 2013. године. Изградња нове главне зграде и припадајуће трибине на источној страни, заједно са посебном трибином на северној страни, почела су на јесен исте године. У лето 2015. године срушена је и стара главна трибина, а на њеном месту изграђена је трибина са покривеним кровом за 1.500 људи. Свечано отварање стадиона одржано је 9. априла 2016. године и стадион може да прими 3.437 људи.
Фудбалски терен је окружен тереном са вештачком травом, који је изграђен 2009. године. Стадион је од лета 2010. године офарбан и сада је у плаво-жутој боји. Утакмица отварања старог стадиона одржана је 4. децембра 1974. године, где је Мађарска дочекала и савладала Швајцарску са 1 : 0 пред 20.000 гледалаца. Репрезентација Мађарске је била у саставу: Ференц Месарош - Петер Терек, Нађ III. Јанош, Дунаји III. Еде, Јожеф Тот - Золтан Халмоши (46 'Ендре Колар), Кароли Чапо (73' Тибор Киш), Хорват II. Јожеф - Ласло Фазекаш, Ференц Бене (73 'Јанош Мате), Ласло Нађ. Савезни капетан: Еде Мор. Тим је савладао Швајцарце са 1 : 0 са голом који је у 42. минуту постигао Фазекаш. Овом победом започела је историја стадиона.
Стадион је прво био дом Солнок МТЕ, затим МАВ-МТЕ. Током 90-их користили су га само омладински тимови, а затим се око 2000. године МАВ ФЦ се вратио назад. На теренима од шљаке (делимично вештачке траве) који припадају спортском комплексу могу се организовати урбане лиге малог фудбала и друге масовне спортске манифестације. Почетком '90-их на месту једног од битуменских рукометних терена спортског комплекса изграђена је хала кошаркашки клуб Солнок олај. Одигран је још један важан меч је одигран на стадиону, МНК-финале 1988 године. Испред 7.000 гледалаца астали су се Бекешчаба елере и Будимпештански Хонвед, победио је Хонвед са резултатом од 3 : 2. Солнок МАВ ФЦ, који игра овде, завршио је први у источној групи НБ II шампионата у сезони 2009-2010, тако да се после 62 године поново квалификовао у НБ I.

## Утакмице репрезентације
| Датум             | Такмичење   | Противник  | Резултат | Гледаност |
| ----------------- | ----------- | ---------- | -------- | --------- |
| 4. децембар 1974. | Пријатељска | Швајцарска | 1 : 0    | 20.000    |

### Значајније утакмице
| Датум         | Домаћин      | Резултат | Гост   | Такмичење             | Посета |
| ------------- | ------------ | -------- | ------ | --------------------- | ------ |
| 14. јун 1988. | ФК Бекешчаба | 3 : 2    | Хонвед | Куп Мађарске 1987/88. | 7.000  |